# Acanthomuricea pulchra
Acanthomuricea pulchra is een zachte koraalsoort uit de familie Plexauridae. De koraalsoort komt uit het geslacht Acanthomuricea. Acanthomuricea pulchra werd in 1911 voor het eerst wetenschappelijk beschreven door J.S. Thomson. 